# 박철수의 헬로 임꺽정
"박철수의 헬로 임꺽정"은 한국에서 제작된 박철수 감독의 1987년 액션, 코미디 영화이다. 김명곤 등이 주연으로 출연하였고 황기성 등이 제작에 참여하였다.

## 출연

### 주연
- 김명곤
- 이한수

### 조연
- 한애경
- 이영하
- 김추련

## 기타
- 조명: 김동호
- 녹음: 김병수
- 미술: 김유준